# Jonathan Cook
Jonathan Cook, né en 1965 dans le Buckinghamshire en Angleterre, est un écrivain et journaliste britannique indépendant. Depuis 2001, il vivait en Israël avec sa femme, Sally Azzam, une militante sociale palestinienne, et leurs deux filles, mais ils ont récemment[Quand ?] déménagé au Royaume-Uni,,.
Il publie ses articles dans The Guardian, The Observer, The International Herald Tribune, Le Monde diplomatique, Al-Ahram Weekly (en), Al Jazeera, et The National, Middle East Eye et Orient XXI,.
Il est connu pour ses positions hostiles à la politique menée par l'État d'Israël dans les territoires occupés. Dans son livre Disappearing Palestine: Israel's Experiments in Human Despair, il affirme qu'Israël a poussé délibérément les Palestiniens, aussi bien ceux d'Israël que ceux des territoires occupés, à émigrer en leur rendant la vie insupportable grâce à « des systèmes de couvre-feux toujours plus sophistiqués, points de contrôle, murs, permis et accaparement des terres ».
Il est membre du comité de parrainage du Tribunal Russell sur la Palestine dont les travaux ont été présentés le 4 mars 2009.
Il obtient en 2011 le Prix Martha Gellhorn de journalisme.

## Œuvres
- Blood and Religion: The Unmasking of the Jewish and Democratic State, Pluto Press, 2006  (ISBN 0-7453-2555-6)
- Israel and the Clash of Civilizations: Iraq, Iran and the plan to remake the Middle East, Pluto Press, 2008  (ISBN 978-0-7453-2754-9)[6]
- Disappearing Palestine: Israel's Experiments in Human Despair, Zed Books, 2008  (ISBN 978-1-84813-031-9)